# ドクタースランプ (2024年のテレビドラマ)
『ドクタースランプ』（朝鮮語: 닥터 슬럼프）は、2024年1月27日から3月27日までJTBCで放送された韓国のテレビドラマ。同年1月28日よりNetflixにて配信開始。
高校時代ライバル関係だった男女がそれぞれ医者となり、スランプに陥っていたところで再会を果たすラブコメディー。
鳥山明原作の同名ギャグマンガとは一切関係がない。

## 脚本
2009年、ヨ・ジョンウのいる高校に釜山からやってきた優等生の女子高生ナム・ハヌルが転校してきた。韓国大学医学部への勉強に奮闘するハヌルと、全国模試トップのジョンウは犬猿の仲であった。その後韓国大学医学部に受かったジョンウは、今ではメディアに引っ張りだこの人気美容外科医へ昇り詰める。一方ハヌルは毎日上司に虐めを受けながら、麻酔科医として激務をこなしていた。ある日、ハヌルは腹痛で道路に倒れ、トラックに轢かれかけた。腹痛の原因は急性胆のう炎と判明したが、ハヌルはうつ病と燃え尽き症候群を患うことになる。ジョンウはマカオ出身の女性の整形手術を行うが、手術中のミスで女性の出血が止まらなくなり、女性は死亡。ジョンウは起訴されてしまい、多額の賠償金まで背負って、自身の美容外科医院は閉院へ追い込まれる。
家まで失ったジョンウは住人募集を行っていたハヌルの家の屋上を借りることになり、ジョンウとハヌルは最悪の再会を果たす。そんな中、ハヌルは上司への不満が爆発し、病院を辞職することになる。絶望に陥ったジョンウとハヌルはやがて犬猿の仲から良き友人へと変化していく。

## 登場人物

### 主要人物
ヨ・ジョンウ　- 演：パク・ヒョンシク
主人公。韓国大学医学部出身の美容外科医。
女性の整形手術ミスで苦境に立たされる。絶望感に浸る中でかつての犬猿の仲であったハヌルと出会う。
ナム・ハヌル　- 演：パク・シネ
ヒロイン、釜山出身の麻酔科医。
上司への虐めに苦しむ日々を過ごしてきたが、病を患ったことで虐めに耐えかね、病院を辞職する。
ピン・デヨン　- 演：ユン・バク
ジョンウの大学の同期。美容外科医院長。シングルファーザー。
ジョンウをライバル視しているが、理解している。
イ・ホンラン - 演：コン・ソンハ
ハヌルの親友で産婦人科麻酔科医。シングルマザー。
前夫との間に儲けた6歳の息子の育児と仕事に奮闘している。
ミン・ギョンミン - 演：オ・ドンミン
ジョンウの家庭教師をしていた医大の先輩。

### ハヌルの家族
コン・ウォルソン - 演：チャン・ヘジン
ハヌルの母。夫を亡くしてから、女手一つでハヌルを育ててきた。
ナム・バダ - 演：ユン・サンヒョン
ハヌルの弟。ニート。
コン・テソン - 演：ヒョン・ボンシク
ハヌルの母方の叔父。ソウルで釜山料理の食堂を営む。

### ジョンウとハヌルの高校時代の関係者
ハン・サンチョル - 演：チョン・ジスン
ジョンウとハヌルの高校時代の担任。
キム・ムゴン - 演：パク・ウォンホ
ジョンウとハヌルの高校時代の同級生。
ソン・チャニョン - 演：カン・サンジュン
ジョンウとハヌルの高校時代の同級生。

### その他の人物
ト・ヘジ - 演：ソン・ジウ
デヨンの美容外科医院の看護師。
カン・ジンソク - 演：キム・ジェボム
麻酔科医。
キム・サングン - 演：オ・リュン
ハヌルの元上司。自身の医療ミスをハヌルの責任として押し付けていた。

### 特別出演
ハン・ウリ - 演：イ・ソンギョン
ジョンウとハヌルの高校時代の同級生。

## スタッフ
- 演出：オ・ヒョンジュン
- 脚本：ペク・ソヌ

## 視聴率
| 1月27日 | 4.060% | 4.769% |
| 1月28日 | 5.137% | 5.867% |
| 2月3日  | 5.075% | 5.679% |
| 2月4日  | 6.738% | 7.468% |
| 2月10日 | 3.735% | 4.042% |
| 2月11日 | 3.869% | 3.964% |
| 2月17日 | 5.699% | 6.916% |
| 2月18日 | 6.231% | 6.823% |
| 2月24日 | 5.824% | 6.808% |
| 2月25日 | 8.173% | 9.773% |
| 3月2日  | 5.704% | 6.444% |
| 3月3日  | 6.598% | 7.658% |
| 3月9日  | 5.272% | 6.228% |
| 3月10日 | 6.325% | 7.190% |
| 3月16日 | 4.951% | 5.937% |
| 3月17日 | 6.463% | 7.431% |